# Banja (genre)
Banja is een muziek- en dansstijl uit Suriname
De banja is na de soko het belangrijkst in de verering van de voorouders door Afro-Surinamers en was al bekend in Afrika. De bekendheid strekte zich uit onder Creolen van de plantages en marrons van het Matawai-volk. Tijdens een sessie zouden aanwezigen door de geesten van voorouders in bezit worden genomen. De banja wordt opgevoerd in een vierkwartsmaat.
De partij-banja werd door een zang- en dansgroep uitgevoerd die partij of doe-groep werd genoemd. Hierin traden vaste personages op als de Sisi (ceremonieleidster), Aflaw (flauwvalster) en de Datra (dokter). Verwant eraan was de laku, waarin andere personages speelden.
Door onderlinge twisten werden doe-groepen later verboden. Het verbod gold in principe alleen wanneer dit in doe-verband werd opgevoerd. Het verbod op die gezelschappen kwam nadat er onderlinge twisten hadden plaatsgevonden.